# N515 (België)
De N515 is een gewestweg in België tussen Wervik (N311) en Ploegsteert (N365). De weg heeft een lengte van ongeveer 14 kilometer.
De gehele weg heeft twee rijstroken in beide rijrichtingen samen.

## Plaatsen langs N515
- Wervik
- Komen
- Komen-Waasten
- Waasten
- Gheer
- Ploegsteert